# Franco González Fernández
Franco González Fernández (Montevideo, 22 de junio de 2004) es un futbolista uruguayo que juega como centrocampista en el Club Deportivo La Equidad de la Categoría Primera A, máxima categoría del fútbol colombiano. Fue parte del plantel de la selección sub-20 de Uruguay que se coronó campeón mundial.

## Trayectoria
Realizó las divisiones juveniles en Danubio Fútbol Club y en su formación el técnico Gerardo Panizza le decía Cepillo debido a un corte de pelo en forma de cresta que tenía en ese momento, posteriormente cambió de peinado pero mantuvo su apodo.
Franco debutó como profesional el 2 de abril de 2022, fue en la fecha 7 del Torneo Apertura contra Wanderers en el Estadio Jardines del Hipódromo, ingresó al minuto 74 y empataron 0-0. Fue titular por primera vez el 10 de julio, jugó con 18 años contra River Plate pero perdieron 1-3. En su primera temporada en la máxima categoría del fútbol uruguayo disputó 16 partidos.
El 17 de agosto de 2023 fue fichado por el Club Atlético Peñarol, firmó contrato hasta 2025. Decidió tomar el dorsal número 9.
En agosto de 2024 fue cedido al Yverdon-Sport FC por un año, para que tenga rodaje en Europa, en la máxima categoría del fútbol de Suiza. En noviembre tuvo una lesión de la cual se recuperó pero en enero se lesionó el tobillo y cortó su préstamo para realizar la recuperación en Uruguay.

## Selección nacional
Franco ha sido internacional con la selección de Uruguay en las categorías sub-15, sub-17, sub-18 y sub-20.
El 4 de enero de 2022 fue convocado por el cuerpo técnico de la selección mayor de Uruguay para trabajar junto al entrenador Diego Alonso, fue parte de un grupo de 29 juveniles citados con posibilidad de ser convocados a la mayor en la doble fecha FIFA de las eliminatorias para el Mundial 2022. En febrero fue convocado por primera vez para ser parte de los entrenamientos de la selección sub-20.
Debutó con la sub-20 el 28 de marzo de 2022, fue en un amistoso contra México en el Parque Viera, ingresó en el transcurso del partido y fueron derrotados 1-2.
Fue parte del proceso durante 2022 y estuvo presente en todas las citaciones, incluso fue el capitán de un combinado sub-18 que viajó a Japón a jugar un cuadrangular internacional amistoso.
El 3 de enero de 2023 se dio a conocer la lista definitiva del plantel que disputaría el Campeonato Sudamericano Sub-20 y Franco fue confirmado por el entrenador Marcelo Broli.
Debutó en el Sudamericano Sub-20 el 22 de enero, fue titular contra Chile, combinado al que derrotaron 0-3.
Tras 7 partidos ganados, 1 empatado y 1 perdido, Uruguay logró el subcampeonato y se clasificaron a la Copa Mundial Sub-20 y a los Juegos Panamericanos. González estuvo presente en 8 encuentros, no convirtió goles pero brindó una asistencia y tuvo una destacada actuación.
Posteriormente alcanzó el título mundial en el campeonato sub-20 disputado en el 2023, marcó 2 goles, frente a Inglaterra y Túnez.

## Estadísticas

### Clubes
Actualizado al último partido citado el 8 de abril de 2025.
| Club                        | Div.          | Temporada     | Liga  | Liga  | Liga   | Copas nacionales | Copas nacionales | Copas nacionales | Copas internacionales | Copas internacionales | Copas internacionales | Total | Total | Total  |
| Club                        | Div.          | Temporada     | Part. | Goles | Asist. | Part.            | Goles            | Asist.           | Part.                 | Goles                 | Asist.                | Part. | Goles | Asist. |
| --------------------------- | ------------- | ------------- | ----- | ----- | ------ | ---------------- | ---------------- | ---------------- | --------------------- | --------------------- | --------------------- | ----- | ----- | ------ |
| Danubio F. C. · Uruguay     | 1.ª           | 2022          | 16    | 0     | 0      | -                | -                | -                | —                     | —                     | —                     | 16    | 0     | 0      |
| Danubio F. C. · Uruguay     | 1.ª           | 2023          | 14    | 1     | 2      | -                | -                | -                | 4                     | 0                     | 0                     | 18    | 1     | 2      |
| Danubio F. C. · Uruguay     | Total club    | Total club    | 30    | 1     | 2      | 0                | 0                | 0                | 4                     | 0                     | 0                     | 34    | 1     | 2      |
| C. A. Peñarol · Uruguay     | 1.ª           | 2023          | 14    | 3     | 1      | 2                | 0                | 0                | -                     | -                     | -                     | 15    | 3     | 1      |
| C. A. Peñarol · Uruguay     | 1.ª           | 2024          | 12    | 2     | 1      | -                | -                | -                | 2                     | 0                     | 0                     | 14    | 2     | 1      |
| C. A. Peñarol · Uruguay     | 1.ª           | 2025          | 1     | 0     | 0      | -                | -                | -                | 0                     | 0                     | 0                     | 1     | 0     | 0      |
| C. A. Peñarol · Uruguay     | Total club    | Total club    | 27    | 5     | 2      | 2                | 0                | 0                | 2                     | 0                     | 0                     | 31    | 5     | 2      |
| Yverdon-Sport F. C. · Suiza | 1.ª           | 2024-25       | 7     | 0     | 1      | 2                | 0                | 0                | —                     | —                     | —                     | 7     | 0     | 1      |
| Yverdon-Sport F. C. · Suiza | Total club    | Total club    | 7     | 0     | 1      | 2                | 0                | 0                | 0                     | 0                     | 0                     | 9     | 0     | 1      |
| C. D. La Equidad · Colombia | 1.ª           | 2025-26       | 0     | 0     | 0      | -                | -                | -                | —                     | —                     | —                     | 0     | 0     | 0      |
| C. D. La Equidad · Colombia | Total club    | Total club    | 0     | 0     | 0      | 0                | 0                | 0                | 0                     | 0                     | 0                     | 0     | 0     | 0      |
| Total carrera               | Total carrera | Total carrera | 45    | 4     | 3      | 1                | 0                | 0                | 4                     | 0                     | 0                     | 50    | 4     | 3      |
| 1. 2.                       |               |               |       |       |        |                  |                  |                  |                       |                       |                       |       |       |        |

### Selección
Actualizado al último partido citado el 11 de junio de 2023.
| Selección         | Temporada         | Continental | Continental | Continental | Mundial | Mundial | Mundial | Amistosos | Amistosos | Amistosos | Total | Total | Total  |
| Selección         | Temporada         | Part.       | Goles       | Asist.      | Part.   | Goles   | Asist.  | Part.     | Goles     | Asist.    | Part. | Goles | Asist. |
| ----------------- | ----------------- | ----------- | ----------- | ----------- | ------- | ------- | ------- | --------- | --------- | --------- | ----- | ----- | ------ |
| Sub-15 · Uruguay  | 2019              | -           | -           | -           | —       | —       | —       | 2         | 0         | 0         | 2     | 0     | 0      |
| Sub-15 · Uruguay  | Total sel.        | 0           | 0           | 0           | 0       | 0       | 0       | 2         | 0         | 0         | 2     | 0     | 0      |
| Sub-17 · Uruguay  | 2021              | -           | -           | -           | -       | -       | -       | 3         | 0         | 0         | 3     | 0     | 0      |
| Sub-17 · Uruguay  | Total sel.        | 0           | 0           | 0           | 0       | 0       | 0       | 3         | 0         | 0         | 3     | 0     | 0      |
| Sub-18 · Uruguay  | 2022              | —           | —           | —           | —       | —       | —       | 3         | 0         | 0         | 0     | 0     | 0      |
| Sub-18 · Uruguay  | Total sel.        | 0           | 0           | 0           | 0       | 0       | 0       | 3         | 0         | 0         | 3     | 0     | 0      |
| Sub-20 · Uruguay  | 2022              | 1           | 0           | 0           | —       | —       | —       | 16        | 0         | 0         | 17    | 0     | 0      |
| Sub-20 · Uruguay  | 2023              | 8           | 0           | 1           | 7       | 2       | 1       | 2         | 0         | 0         | 17    | 2     | 2      |
| Sub-20 · Uruguay  | Total sel.        | 9           | 0           | 1           | 7       | 2       | 1       | 18        | 0         | 0         | 34    | 2     | 2      |
| Total selecciones | Total selecciones | 9           | 0           | 1           | 7       | 2       | 1       | 26        | 0         | 0         | 42    | 2     | 2      |
| 1. 2.             |                   |             |             |             |         |         |         |           |           |           |       |       |        |

## Palmarés

### Títulos internacionales
| Título              | Equipo               | País      | Año  |
| ------------------- | -------------------- | --------- | ---- |
| Copa Mundial Sub-20 | Selección de Uruguay | Argentina | 2023 |

### Títulos nacionales
| Título              | Club          | Equipo  | Año  |
| ------------------- | ------------- | ------- | ---- |
| Torneo Apertura     | C. A. Peñarol | Uruguay | 2024 |
| Campeonato Uruguayo | C. A. Peñarol | Uruguay | 2024 |